# Lutsharel Geertruida
Lutsharel Geertruida (* 18. Juli 2000 in Rotterdam) ist ein niederländischer Fußballspieler curaçaoischer Abstammung, der seit August 2024 beim Bundesligisten RB Leipzig unter Vertrag steht. Der Abwehrspieler war für diverse niederländische Juniorennationalmannschaften im Einsatz und ist aktueller A-Nationalspieler.

## Karriere

### Verein
Geertruida spielte in seiner Heimatstadt Rotterdam in diversen Nachwuchsmannschaften unterschiedlicher Vereine, wie Overmaas und Spartaan ’20, bevor er über den Umweg Sparta im Jahr 2012 in die Jugend von Feyenoord kam. Sein Debüt in der ersten Mannschaft gab er am 9. August 2018 bei der 0:4-Auswärtsniederlage gegen den FK AS Trenčín, als er in der Schlussphase für Bart Nieuwkoop eingewechselt wurde. Zu seinem ersten Einsatz in der Eredivisie kam er erst am 23. Dezember (17. Spieltag) beim 2:2-Unentschieden gegen den ADO Den Haag. Die restliche Saison 2018/19 verbrachte der Innenverteidiger bei der U19 und kam nur am letzten Spieltag beim 4:1-Auswärtssieg gegen Fortuna Sittard zu einem weiteren Einsatz.
Nachdem er zum Beginn der nächsten Spielzeit 2019/20 als Rotationsspieler eingesetzt worden war, stieg er ab November 2019 zum Stammspieler auf der rechten Außenverteidigerposition auf. Insgesamt bestritt er in dieser aufgrund der COVID-19-Pandemie verkürzten Spielzeit 17 Ligaspiele. Am 27. September 2020 (3. Spieltag) erzielte er beim 4:2-Heimsieg gegen ADO Den Haag sein erstes Ligator für Feyenoord.
Im August 2024 wechselte er zu RB Leipzig und unterschrieb dort einen Vertrag bis 2029.

### Nationalmannschaft
Im Frühjahr 2016 bestritt Geertruida fünf Länderspiele für die niederländische U16-Nationalmannschaft. Ab September 2016 war er für die U17 im Einsatz, mit der er auch an der U17-Europameisterschaft 2017 in Kroatien teilnahm. Von September bis November 2017 absolvierte er vier Spiele für die U18.
Seit September 2018 ist er U19-Nationalspieler.

## Erfolge
- Niederländischer Meister: 2023
- Niederländischer Pokalsieger: 2018, 2024
- Niederländischer Superpokalsieger: 2018, 2024